# Huancapi (distrito)
Huancapi é um distrito do Peru, departamento de Ayacucho, localizada na província de Victor Fajardo.

## Transporte
O distrito de Huancapi é servido pela seguinte rodovia:
- AY-108, que liga a cidade ao distrito de Carapo
- PE-32A, que liga o distrito de Chiara à cidade de Puquio [1][2][3]